# لاكلان بار
لاكلان بار (بالإنجليزية: Lachlan Barr) هو لاعب كرة قدم أسترالي، ولد في 24 سبتمبر 1994 في لندن في المملكة المتحدة. لعب مع أديلايد يونايتد.

## وصلات خارجية
- لاكلان بار على موقع قاعدة بيانات كرة القدم.إي يو (الإنجليزية)
- لاكلان بار على موقع Soccerway.com (الإنجليزية)